# Sdružení obcí a měst mikroregionu Dolní Pojizeří
Sdružení obcí a měst mikroregionu Dolní Pojizeří byl dobrovolný svazek obcí podle zákona v okrese Mladá Boleslav a okrese Nymburk. Jeho sídlem byly Benátky nad Jizerou a jeho cílem byl celkový rozvoj mikroregionu, životního prostředí a cestovního ruchu. Sdružoval celkem 19 obcí a byl založen v roce 1999.
Činnost organizace byla ukončena k 1. 3. 2011.

## Obce sdružené v mikroregionu
- Benátky nad Jizerou
- Bezno
- Brodce
- Horky nad Jizerou
- Hrdlořezy
- Hrušov
- Jizerní Vtelno
- Káraný
- Kochánky
- Kostelní Hlavno
- Krnsko
- Písková Lhota
- Předměřice nad Jizerou
- Sojovice
- Skorkov
- Sovínky
- Sudovo Hlavno
- Tuřice
- Zdětín